# Titus Pomponius Atticus
Titus Pomponius Atticus (født ca. 110 f.Kr., død ca. 32 f.Kr.) var en romersk eques ("ridder"), forretningsmand og patron. Han var en nær ven af den berømte retor, politiker og forfatter Marcus Tullius Cicero, som skrev mange breve til ham – disse breve blev allerede i Antikken samlet og udgivet i 16 bøger under titlen Epistulae ad Atticum ("Breve til Atticus"). Desuden tilegnede Cicero skriftet De amicitia ("Om venskab") til Atticus.
I år 85 f.Kr. flyttede Titus Pomponius pga. politiske uroligheder i Rom til Athen, hvor han boede i over 20 år, studerede græsk litteratur og epikuræisk filosofi og fungerede som pengeudlåner. Tilnavnet Atticus fik han, netop fordi han elskede Athen (som ligger i Attika) så højt.
Efter Atticus kom tilbage til Rom, afslog han flere gange at modtage politiske embeder, men udøvede alligevel indirekte indflydelse ved at støtte sine politiske venner. Han tilhørte optimaternes parti, som ønskede at bevare magten hos Senatet og var det mest konservative af de to politiske hovedgrupperinger (de andre var popularerne).